# 工事担任者

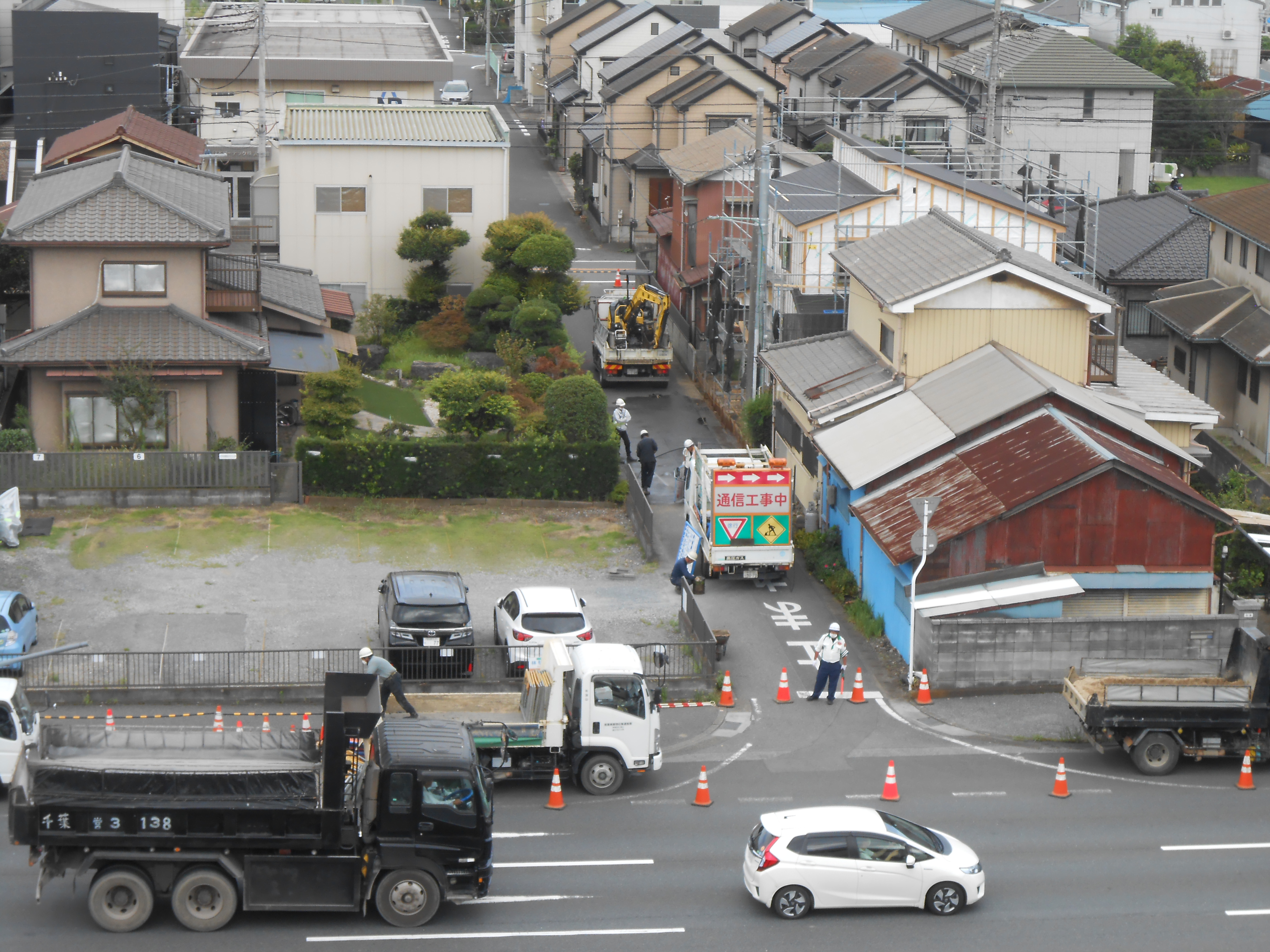
電気通信工事のために道路の通行止めを行っている様子。

工事担任者（こうじたんにんしゃ）とは、電話やFAX、インターネットなどの公衆回線やCATVの通信回線に接続する端末設備の他、伝送交換機及び線路の工事、監督するための資格である電電公社の社内資格が国家資格化されたものである。総務省所管。1985年（昭和60年）、電気通信事業法の施行と同時に制定された。

## 概要
根拠法である電気通信事業法では「工事担任者資格者証の交付を受けている者（以下「工事担任者」という。）」とされているが、何の工事担任者なのかわからないため「電気通信の工事担任者」や「電気通信設備工事担任者」と付記して呼ばれることも多い。また、平成23年（2011年）4月現在の電気通信国家試験センターのウェブサイトでは「ネットワーク接続技術者「工事担任者」試験」と言う表記も見られる。「工事担当者」と誤って記載等されることがあるので注意が必要である。略して「担任者」（たんにんしゃ）や「工担」（こうたん）と呼ばれることがある。電気通信工事のうち電話及びネットワークシステムの構築、線路交換設備工事など有線無線工事をおこなうことができる資格である。なお工事担任者は3年の実務経験を得ることにより、建設業法の電気通信工事業の許可を得ることができる。また端末工事を監督するときは、常時資格者証を携帯しなければならない。微弱な電圧であることから電気工事士などの資格は、不要で工事をおこなうことができる。

### 沿革
1985年（昭和60年）
昭和60年4月1日の施行当初は、アナログ第一種、アナログ第二種、アナログ第三種、デジタル第一種、デジタル第二種の5つに区分された。
| 種類           | 工事範囲 |
| -------------- | --- |
| アナログ第一種 | アナログ伝送路設備（アナログ信号を入出力とする電気通信回線設備をいう。以下同じ）に端末設備を接続するための工事                                                |
| アナログ第二種 | アナログ伝送路設備に端末設備等を接続するための工事（端末設備等に収容される電気通信回線の数が50以下であって内線の数が200以下のものに限る）                     |
| アナログ第三種 | アナログ伝送路設備に端末設備を接続するための工事（端末設備に収容される電気通信回線の数が1のものに限る）                                                       |
| デジタル第一種 | デジタル伝送路設備（デジタル信号を入出力とする電気通信回線設備をいう。以下同じ）に端末設備等を接続するための工事 並びにアナログ第三種の工事の範囲に属する工事 |
| デジタル第二種 | デジタル伝送路設備（回線交換方式によるものに限る）に端末設備等を接続するための工事 並びにアナログ第三種の工事の範囲に属する工事                               |

電気通信事業法の施行前は、公衆電気通信法により公衆回線に自営設備を接続することは開放されていなかったため、通信工事業者向けに日本電信電話公社（電電公社）が「公衆電気通信設備工事担任者」試験を、国際電信電話株式会社が「国際公衆電気通信設備工事担任者」試験を実施していた。これらの資格所持者の扱いについては、施行後6か月以内の届出により下表の左欄の資格毎に右欄の資格への書換えが行われた（届出がされない場合は失効）。
| 旧資格               | 新資格         |
| -------------------- | -------------- |
| 第一種               | アナログ第一種 |
| 第二種               | アナログ第二種 |
| 第三種               | アナログ第二種 |
| 第四種               | アナログ第二種 |
| 回線交換種           | デジタル第二種 |
| パケツト交換種       | デジタル第一種 |
| 国際電信種           | デジタル第二種 |
| 国際公衆データ伝送種 | デジタル第一種 |

1996年（平成8年）
アナログ・デジタル総合種が追加され、6区分となった。
1998年（平成10年）
デジタル第三種が追加され7区分となり、デジタル第二種の工事範囲も改正され下表のとおりとなった。
| 種類                     | 工事範囲 |
| ------------------------ | --- |
| アナログ第一種           | アナログ伝送路設備（アナログ信号を入出力とする電気通信回線設備をいう。以下同じ）に端末設備又は自営電気通信設備（以下「端末設備等」という）を接続するための工事                                                        |
| アナログ第二種           | アナログ伝送路設備に端末設備等を接続するための工事（端末設備等に収容される電気通信回線の数が50以下であって内線の数が200以下のものに限る）                                                                             |
| アナログ第三種           | アナログ伝送路設備に端末設備を接続するための工事（端末設備に収容される電気通信回線の数が1のものに限る） |
| デジタル第一種           | デジタル伝送路設備（デジタル信号を入出力とする電気通信回線設備をいう。以下同じ）に端末設備等を接続するための工事 並びにアナログ第三種の工事の範囲に属する工事                                                         |
| デジタル第二種           | デジタル伝送路設備（回線交換方式によるものに限る）に端末設備等を接続するための工事 並びにデジタル第三種の工事の範囲に属する工事                                                                                       |
| デジタル第三種           | デジタル伝送路設備に端末設備を接続するための工事（接続点におけるデジタル信号の入出力速度が192kbps以下のものであって端末設備に収容される電気通信回線の数が1のものに限る） 並びにアナログ第三種の工事の範囲に属する工事 |
| アナログ・デジタル総合種 | アナログ伝送路設備又はデジタル伝送路設備に端末設備等を接続するための工事 |

2005年（平成17年）8月
種類と工事範囲が次のように変更された。従前の資格者は従来の工事範囲の工事を行うことができる。旧資格は、資格の名称・工事の範囲とも引続き従前のまま有効であり、読み替えなどは行われない。
| 種類        | 工事範囲 |
| ----------- | --- |
| AI第一種    | アナログ伝送路設備（アナログ信号を入出力とする電気通信回線設備をいう。以下同じ）に端末設備又は自営電気通信設備（以下「端末設備等」という）を接続するための工事 及び総合デジタル通信用設備に端末設備等を接続するための工事                                        |
| AI第二種    | アナログ伝送路設備に端末設備等を接続するための工事（端末設備等に収容される電気通信回線の数が50以下であって内線の数が200以下のものに限る） 及び総合デジタル通信用設備に端末設備等を接続するための工事（総合デジタル通信回線の数が64kbps換算で50以下のものに限る） |
| AI第三種    | アナログ伝送路設備に端末設備を接続するための工事（端末設備に収容される電気通信回線の数が1のものに限る） 及び総合デジタル通信用設備に端末設備を接続するための工事（総合デジタル通信回線の数が基本インタフェースで1のものに限る）                                  |
| DD第一種    | デジタル伝送路設備（デジタル信号を入出力とする電気通信回線設備をいう。以下同じ）に端末設備等を接続するための工事。 ただし、総合デジタル通信用設備に端末設備等を接続するための工事を除く。                                                                        |
| DD第二種    | デジタル伝送路設備に端末設備等を接続するための工事（接続点におけるデジタル信号の入出力速度が100Mbps以下のものに限る）。 ただし、総合デジタル通信用設備に端末設備等を接続するための工事を除く。                                                                   |
| DD第三種    | デジタル伝送路設備に端末設備等を接続するための工事（接続点におけるデジタル信号の入出力速度が100Mbps以下のものであって、主としてインターネット接続のための回線に限る）。 ただし、総合デジタル通信用設備に端末設備等を接続するための工事を除く。                   |
| AI･DD総合種 | アナログ伝送路設備又はデジタル伝送路設備に端末設備等を接続するための工事 |

2013年（平成25年）
平成25年2月1日の総務省令の改正により、DD第二種・第三種にて工事可能な「主としてインターネットに接続するための回線」の速度が「100Mbps以下」から「1Gbps以下」まで拡大された。
2021年（令和3年）
令和2年9月7日に電気通信主任技術者規則等の一部を改正する省令（令和2年総務省令第85号）が公布され、同省令附則第1条により令和3年4月1日より次の変更が施行された。
- 第二種（AI、DD)の廃止（省令第2条）
  - 既取得の第二種資格は従前の名称、監督範囲のまま有効である。（新資格へのみなしや移行はない、省令附則第3条18項）
  - 科目合格者のみを対象として3年間は試験は実施される。（新規受験はできない、省令附則第３条）
- 名称の変更（省令第2条）
  - AI・DD総合種は、「総合通信」に変更
  - 第一種は、AI第一種→「第一級アナログ通信」、DD第一種→「第一級デジタル通信」に変更
  - 第三種は、AI第三種→「第二級アナログ通信」、DD第三種→「第二級デジタル通信」に変更
  - 平成17年8月改正後のAI種、DD種及びAI・DD総合種資格取得者（第二種除く）は、特段の手続き不要で、新資格証の交付を受けているものとみなされる。（省令附則第3条17項）
  - 工事の監督の範囲に変更はない。
  - 経過措置として科目合格者は、新資格の受験の際のはそのまま科目合格が有効となる。

## 種別
| 種類                                         | 工事範囲 |
| -------------------------------------------- | --- |
| 第一級アナログ通信 （みなし旧資格 AI第一種） | アナログ伝送路設備（アナログ信号を入出力とする電気通信回線設備をいう。以下同じ）に端末設備又は自営電気通信設備（以下「端末設備等」という。）を接続するための工事 及び総合デジタル通信用設備に端末設備等を接続するための工事                                |
| 第二級アナログ通信 （みなし旧資格 AI第三種） | アナログ伝送路設備に端末設備を接続するための工事（端末設備に収容される電気通信回線の数が1のものに限る） 及び総合デジタル通信用設備に端末設備を接続するための工事（総合デジタル通信回線の数が基本インタフェースで1のものに限る）                            |
| 第一級デジタル通信 （みなし旧資格 DD第一種） | デジタル伝送路設備（デジタル信号を入出力とする電気通信回線設備をいう。以下同じ）に端末設備等を接続するための工事。 ただし、総合デジタル通信用設備に端末設備等を接続するための工事を除く。                                                                  |
| 第二級デジタル通信 （みなし旧資格 DD第三種） | デジタル伝送路設備に端末設備等を接続するための工事（接続点におけるデジタル信号の入出力速度が1Gbps以下のものであって、主としてインターネットに接続するための回線に係るものに限る）。 ただし、総合デジタル通信用設備に端末設備等を接続するための工事を除く。 |
| 総合通信 （みなし旧資格 AI・DD総合種）       | アナログ伝送路設備又はデジタル伝送路設備に端末設備等を接続するための工事 |

- アナログとはダイヤル（パルス）回線・プッシュ（トーン）回線を含めた普通のアナログ回線のことである。デジタルとはINS64などのISDN回線及びCATV回線、光ケーブルを用いた回線である。CATVは一見アナログに見えるが、ケーブルモデムはパケット通信方式であるのでデジタル通信又は総合通信の資格が必要である。また、ADSL、無線LANもデジタル伝送路として扱われる。
- 総合デジタル通信とはISDN回線のことでありアナログ通信又は総合通信の資格が必要である。
- 第一級アナログ通信及び第一級デジタル通信の両者を保有する者（みなし旧資格を含む）は、総合通信を申請のみで取得できる。

### 工事担任者を要する工事
公衆電気通信法の下では、前述の「公衆回線」とは電電公社の電話回線であり、「自営設備」とは電電公社のものでない設備のことであった。電電公社からのレンタル品である黒電話以外の電話機を電話回線につなぐことにも工事担任者が必要であった。これらはローゼットを介しまたは直接電話回線に接続されるので、通信品質を低下させないために送出レベル等の調整が必要だったからである。
電気通信事業法の施行後は、屋内配線も工事担任者であれば工事を行えるようになった。
現実には公衆網やIP網と利用者側設備の接続以外にも、障害発生時の対応、回線試験、復旧工事など、様々な作業に必要となっているため、総務省では工事の発注者が有資格者による工事であるかを確認するように通達を出している。
一般的には第二級アナログ通信の資格があれば電話工事において、屋外からの引込口から宅内のモジュラージャックまでの工事を行うことができる。新築やリフォーム工事など電気工事と並行して行うことが多いため、電気工事士と共に需要が多い。規模の大きな事務所などでは内線電話の数が多いので第一級アナログ通信又は総合通信の資格が必要になる場合もある。
デジタル通信の資格は主に通信工事業者で必要とされ、事務所の工事や通信機器の設置が主流であった。近年では一般家庭向けでも、FTTHなどの光ファイバー工事やCATVなどのモデムの出力レベルの調整に必要である。主としてインターネットに接続する1Gbps以下の回線は、第二級デジタル通信の資格で工事可能であるが、一部エリアで提供が開始されている10Gbpsについては、第一級デジタル通信又は総合通信の資格が必要である。

### 工事担任者を要しない工事
工事担任者規則第3条および工事担任者を要しない端末機器の接続の方式（昭和60年郵政省告示第224号）に基づく。
- 専用設備に端末などを接続するとき。
- 次の船舶又は航空機に設置する端末設備を設置するとき。
  - 海事衛星通信の船舶地球局又は航空機地球局に接続するもの。（インマルサットの項も参照）
  - 岸壁に係留する船舶に臨時に設置するもの。
- 適合表示端末機器、通信事業者が検査を省略する旨を公示した端末設備、技術基準適合認定を受けた端末機器又は海外からの渡航者が短期間使用する端末設備を、次の方法により接続するとき。
  - プラグジャック方式。
  - アダプタ式ジャック方式。
  - 音響結合方式（音響カプラ）。
  - 電波により接続する接続の方式。（無線LANなど）

　市販の電話機をモジュラージャックに接続するだけであれば資格を必要としない。

### インターネット回線と工事担任者資格の要否
上述のように、工事担任者の資格は元々公衆電話回線を前提としたものだったが、接続端末が多種多様となった結果、公衆電話回線に限らず広く網をかぶせる規定ぶりとなっているため、ルータやPCをインターネット用回線設備に接続したり、そのためのLAN配線工事を行ったりするのにも、工事担任者資格が必要となる規定になった。
上述の工事担任者を要しない工事の規定にあるように、技適表示等がされているルータ等の機器をプラグジャックや無線で接続するならば、資格は不要となる。ただし国内の市販ルータは技適表示等がされているものが多いが、PCではまれである。
法令上、端末「機器」は個々の機器、端末「設備」は概ねネットワークを指す。前記郵政省告示は、プラグジャック等での接続であっても、「機器」については技適表示等がなければ資格を必要とし、「設備」であるときは常に資格を必要とするのを原則としている(通信事業者が検査を省略するものとした設備や海外からの渡航者が短期間使用する設備を除く)。したがって本来は、技適表示等のあるルータ等をプラグジャック等で接続することで資格不要となるのはルータ等を単体で接続する場合のみで、LANを経由してその先にPC等を接続する場合には常に資格を要するとも考えられる。しかし、総務省はでは技適表示等のあるルータの先にPC等を接続したり、そのようなルータの先にあるハブにLANケーブルを接続する場合については、資格不要との見解を示している。この見解は、ルータの先に接続されたPCやハブ等からなるLANについては「設備」とも「機器」ともみなさず資格不要の範囲を広げたものと解される。無資格で技適表示等がないルータやPCを直接接続するなどしても、それ自体で処罰されたり、電気通信事業者から接続に検査を要求されたりすることはないが(電話機能を持つ場合を除く)、法的にはグレーゾーンとなる。
現実の工事では資格が必要な作業と不必要な作業が混在する状況となっているため、総務省では責任分界点から利用者側の工事では工事担任者による工事を推奨している。またLANケーブルの長さを利用者が調整することは資格不要であるが、施工不良を考慮すると工事担任者による作業や監督を推奨するとしており、有資格者によるチェックにより外部への影響を防ぐように誘導している。

## 取得
工事担任者資格者証は、総務大臣が交付する。

取得にあたり、年齢・性別等の制限は無い。
取得は次の何れかによる。
- 国家試験に合格すること。
- 養成課程を修了すること。
- 総務大臣が上記に掲げる者と同等と認定すること。

### 国家試験
- 工事担任者規則第12条で毎年少なくとも1回行うこととされている。
- 日本データ通信協会電気通信国家試験センターが、おおむね年2回、5月と11月に実施している。
- 第二級デジタル通信、第二級アナログ通信はCBT方式により通年実施されている。

#### 概要
受験資格
- 制限なし

申込み
- 原則としてインターネットによる。
  - 第1回 2月1日～2月21日まで
  - 第2回 8月1日～8月21日まで

試験日程
- おおむね日曜日に実施される。
  - 第1回 5月中旬頃
  - 第2回 11月下旬頃

試験形式及び時間
- 第一級アナログ通信・第一級デジタル通信・総合通信
  - 多肢選択（マークシート）方式で1科目当り40分（総合通信の技術のみ80分）、科目免除者は所定の時間が経過したら退場する
- 第二級アナログ通信・第二級デジタル通信
  - CBT方式による試験で、試験時間は1科目につき40分

受験地
- 札幌、青森、仙台、さいたま、東京、横浜、新潟、金沢、長野、名古屋、大阪、広島、高松、福岡、鹿児島、那覇（一部の受験地は年1回しか実施しないこともある。）
- CBT方式は、全国のテストセンターで受験できる。

試験手数料　
- マークシート方式  14,600円（全科目免除の場合は9,400円）
- CBT方式            9,800円（全科目免除の場合は6,300円）

科目
- 工事担任者規則第7条に規定されており、全種類とも科目は共通である。
  - 電気通信技術の基礎（略称：基礎）
  - 端末設備の接続のための技術及び理論（略称：技術）
  - 端末設備の接続に関する法規（略称：法規）

項目
- 第一級アナログ通信

1. 基礎
  1. 電気工学（電気回路、電子回路、論理回路）の基礎
  2. 電気通信の基礎
2. 技術
  1. 端末設備の技術
  2. 総合デジタル通信の技術
  3. 接続工事の技術
  4. トラヒック理論
  5. 情報セキュリティの技術
3. 法規
  1. 電気通信事業法及びこれに基づく命令
  2. 有線電気通信法及びこれに基づく命令
  3. 不正アクセス行為の禁止等に関する法律
  4. 電子署名及び認証業務に関する法律及びこれに基づく命令

- 第二級アナログ通信

1. 基礎
  1. 電気工学（電気回路、電子回路、論理回路）の初歩
  2. 電気通信の初歩
2. 技術
  1. 端末設備の技術
  2. 総合デジタル通信の技術
  3. 接続工事の技術
  4. 情報セキュリティの技術
3. 法規
  1. 電気通信事業法及びこれに基づく命令の大要
  2. 有線電気通信法 及びこれに基づく命令の大要
  3. 不正アクセス行為の禁止等に関する法律の大要

- 第一級デジタル通信

1. 基礎
第一級アナログ通信と同様
2. 技術

  1. 端末設備の技術
  2. 接続工事の技術
  3. ネットワークの技術
  4. 情報セキュリティの技術
3. 法規
第一級アナログ通信と同様

- 第二級デジタル通信

1. 基礎
第二級アナログ通信と同様
2. 技術
第一級デジタル通信と同様
3. 法規
第二級アナログ通信と同様

- 総合通信

1. 基礎
第一級アナログ通信と同様
2. 技術

  1. 端末設備の技術
  2. 総合デジタル通信の技術
  3. 接続工事の技術
  4. トラヒック理論
  5. ネットワークの技術
  6. 情報セキュリティの技術
3. 法規
第一級アナログ通信と同様

- 基礎の水準は、初級に相当する第二級アナログ通信及び第二級デジタル通信の二つと上級に相当するその他三つの二段階である。
- 技術と法規の水準は、アナログ及びデジタルで各々第二級、第一級と順次高くなり、総合通信は両者を総合したものである。
- 通信技術の進歩に伴い、ADSLやVoIPなど新しい分野からの出題が年々追加されている。
- 試験に持ち込める時計はアナログ式に限られている。

詳細は電気通信国家試験センターのウェブサイトを参照。

#### 一部免除
基礎・技術・法規の各々が基準以上の点数（100点満点で60点）を取る必要があり、科目合格を積み重ね取得する者もいる。また免除規定を利用し、複数種を取得する人もいる。近年はIT時代でもあり、システムエンジニアやネットワーク管理者、女性の受験者も増えてきている。
| 合格科目             | 合格科目 | 免除科目             | 免除科目             | 免除科目             | 免除科目             | 免除科目             | 免除科目             | 免除科目             | 免除科目             | 免除科目             | 免除科目             | 免除科目             | 免除科目             | 免除科目  | 免除科目  | 免除科目  |
| 合格科目             | 合格科目 | 第一級 アナログ 通信 | 第一級 アナログ 通信 | 第一級 アナログ 通信 | 第二級 アナログ 通信 | 第二級 アナログ 通信 | 第二級 アナログ 通信 | 第一級 デジタル 通信 | 第一級 デジタル 通信 | 第一級 デジタル 通信 | 第二級 デジタル 通信 | 第二級 デジタル 通信 | 第二級 デジタル 通信 | 総合 通信 | 総合 通信 | 総合 通信 |
| 合格科目             | 合格科目 | 基 礎                | 技 術                | 法 規                | 基 礎                | 技 術                | 法 規                | 基 礎                | 技 術                | 法 規                | 基 礎                | 技 術                | 法 規                | 基 礎     | 技 術     | 法 規     |
| 第一級 アナログ 通信 | 基礎     | 〇                   |                      |                      | 〇                   |                      |                      | 〇                   |                      |                      | 〇                   |                      |                      | 〇        |           |           |
| 第一級 アナログ 通信 | 技術     |                      | 〇                   |                      |                      | 〇                   |                      |                      |                      |                      |                      |                      |                      |           | [ 注 4 ]  |           |
| 第一級 アナログ 通信 | 法規     |                      |                      | 〇                   |                      |                      | 〇                   |                      |                      |                      |                      |                      | 〇                   |           |           | [ 注 5 ]  |
| 第二級 アナログ 通信 | 基礎     |                      |                      |                      | 〇                   |                      |                      |                      |                      |                      | 〇                   |                      |                      |           |           |           |
| 第二級 アナログ 通信 | 技術     |                      |                      |                      |                      | 〇                   |                      |                      |                      |                      |                      |                      |                      |           |           |           |
| 第二級 アナログ 通信 | 法規     |                      |                      |                      |                      |                      | 〇                   |                      |                      |                      |                      |                      | 〇                   |           |           |           |
| 第一級 デジタル 通信 | 基礎     | 〇                   |                      |                      | 〇                   |                      |                      | 〇                   |                      |                      | 〇                   |                      |                      | 〇        |           |           |
| 第一級 デジタル 通信 | 技術     |                      |                      |                      |                      |                      |                      |                      | 〇                   |                      |                      | 〇                   |                      |           | [ 注 4 ]  |           |
| 第一級 デジタル 通信 | 法規     |                      |                      |                      |                      |                      | 〇                   |                      |                      | 〇                   |                      |                      | 〇                   |           |           | [ 注 5 ]  |
| 第二級 デジタル 通信 | 基礎     |                      |                      |                      | 〇                   |                      |                      |                      |                      |                      | 〇                   |                      |                      |           |           |           |
| 第二級 デジタル 通信 | 技術     |                      |                      |                      |                      |                      |                      |                      |                      |                      |                      | 〇                   |                      |           |           |           |
| 第二級 デジタル 通信 | 法規     |                      |                      |                      |                      |                      | 〇                   |                      |                      |                      |                      |                      | 〇                   |           |           |           |
| 総合 通信            | 基礎     | 〇                   |                      |                      | 〇                   |                      |                      | 〇                   |                      |                      | 〇                   |                      |                      | 〇        |           |           |
| 総合 通信            | 技術     |                      | 〇                   |                      |                      | 〇                   |                      |                      | 〇                   |                      |                      | 〇                   |                      |           | 〇        |           |
| 総合 通信            | 法規     |                      |                      | 〇                   |                      |                      | 〇                   |                      |                      | 〇                   |                      |                      | 〇                   |           |           | 〇        |

| 現有資格                    | 免除科目             | 免除科目             | 免除科目             | 免除科目             | 免除科目             | 免除科目             | 免除科目             | 免除科目             | 免除科目             | 免除科目             | 免除科目             | 免除科目             | 免除科目  | 免除科目  | 免除科目  |
| 現有資格                    | 第一級 アナログ 通信 | 第一級 アナログ 通信 | 第一級 アナログ 通信 | 第二級 アナログ 通信 | 第二級 アナログ 通信 | 第二級 アナログ 通信 | 第一級 デジタル 通信 | 第一級 デジタル 通信 | 第一級 デジタル 通信 | 第二級 デジタル 通信 | 第二級 デジタル 通信 | 第二級 デジタル 通信 | 総合 通信 | 総合 通信 | 総合 通信 |
| 現有資格                    | 基 礎                | 技 術                | 法 規                | 基 礎                | 技 術                | 法 規                | 基 礎                | 技 術                | 法 規                | 基 礎                | 技 術                | 法 規                | 基 礎     | 技 術     | 法 規     |
| 第一級アナログ通信 AI第一種 | 同等資格             | 同等資格             | 同等資格             | 下位資格             | 下位資格             | 下位資格             | 〇                   |                      |                      | 〇                   |                      | 〇                   | 〇        | [ 注 4 ]  | [ 注 5 ]  |
| AI第二種                    | 〇                   |                      |                      | 下位資格             | 下位資格             | 下位資格             | 〇                   |                      |                      | 〇                   |                      | 〇                   | 〇        |           |           |
| 第二級アナログ通信 AI第三種 |                      |                      |                      | 同等資格             | 同等資格             | 同等資格             |                      |                      |                      | 〇                   |                      | 〇                   |           |           |           |
| アナログ第一種              | 〇                   |                      | 〇                   | 〇                   |                      | 〇                   | 〇                   |                      |                      | 〇                   |                      | 〇                   | 〇        |           | [ 注 5 ]  |
| アナログ第二種              | 〇                   |                      |                      | 〇                   |                      | 〇                   | 〇                   |                      |                      | 〇                   |                      | 〇                   | 〇        |           |           |
| アナログ第三種              |                      |                      |                      | 〇                   |                      | 〇                   |                      |                      |                      | 〇                   |                      | 〇                   |           |           |           |
| 第一級デジタル通信 DD第一種 | 〇                   |                      |                      | 〇                   |                      | 〇                   | 同等資格             | 同等資格             | 同等資格             | 下位資格             | 下位資格             | 下位資格             | 〇        | [ 注 4 ]  | [ 注 5 ]  |
| DD第二種                    | 〇                   |                      |                      | 〇                   |                      | 〇                   | 〇                   |                      |                      | 下位資格             | 下位資格             | 下位資格             | 〇        |           |           |
| 第二級デジタル通信 DD第三種 |                      |                      |                      | 〇                   |                      | 〇                   |                      |                      |                      | 同等資格             | 同等資格             | 同等資格             |           |           |           |
| デジタル第一種              | 〇                   |                      |                      | 〇                   |                      | 〇                   | 〇                   |                      | 〇                   | 〇                   |                      | 〇                   | 〇        |           | [ 注 5 ]  |
| デジタル第二種              | 〇                   |                      |                      | 〇                   |                      | 〇                   | 〇                   |                      |                      | 〇                   |                      | 〇                   | 〇        |           |           |
| デジタル第三種              |                      |                      |                      | 〇                   |                      | 〇                   |                      |                      |                      | 〇                   |                      | 〇                   |           |           |           |
| アナログ・デジタル総合種    | 〇                   |                      | 〇                   | 〇                   |                      | 〇                   | 〇                   |                      | 〇                   | 〇                   |                      | 〇                   | 〇        |           | 〇        |

| 現有資格                 | 現有資格 | 免除科目                                       | 免除科目                                       | 免除科目                                       | 免除科目                              | 免除科目                              | 免除科目                              |
| 現有資格                 | 現有資格 | 第一級アナログ通信 第一級デジタル通信 総合通信 | 第一級アナログ通信 第一級デジタル通信 総合通信 | 第一級アナログ通信 第一級デジタル通信 総合通信 | 第二級アナログ通信 第二級デジタル通信 | 第二級アナログ通信 第二級デジタル通信 | 第二級アナログ通信 第二級デジタル通信 |
| 現有資格                 | 現有資格 | 基 礎                                          | 技 術                                          | 法 規                                          | 基 礎                                 | 技 術                                 | 法 規                                 |
| 電気通信主任技術者       | 電気通信主任技術者 | 〇                                             |                                                | 〇                                             | 〇                                    |                                       | 〇                                    |
| 無 線 従 事 者           | 第一級総合無線通信士 第二級総合無線通信士 第一級海上無線通信士 第二級海上無線通信士 第一級陸上無線技術士 第二級陸上無線技術士 | 〇                                             |                                                |                                                | 〇                                    |                                       |                                       |
| 無 線 従 事 者           | 第三級総合無線通信士 |                                                |                                                |                                                | 〇                                    |                                       |                                       |
| 電気通信工事施工管理技士 | 電気通信工事施工管理技士 | 〇                                             |                                                |                                                | 〇                                    |                                       |                                       |

令和3年（2021年）4月より施工管理技士が免除資格に加えられた。
| 実務経験 | 受験 種別            | 免除科目 | 免除科目 | 免除科目 |
| 実務経験 | 受験 種別            | 基 礎    | 技 術    | 法 規    |
| 端末設備等を接続するための工事に2年以上 | 第一級 アナログ 通信 | 〇       |          |          |
| アナログ伝送路設備に端末設備等を接続するための工事 又は総合デジタル通信用設備に端末設備等を接続するための工事に3年以上                                                                  | 第一級 アナログ 通信 | 〇       | 〇       |          |
| 端末設備等を接続するための工事に1年以上 | 第二級 アナログ 通信 | 〇       |          |          |
| アナログ伝送路設備に端末設備等を接続するための工事 又は総合デジタル通信用設備に端末設備等を接続するための工事に2年以上                                                                  | 第二級 アナログ 通信 | 〇       | 〇       |          |
| 端末設備等を接続するための工事に2年以上 | 第一級 デジタル 通信 | 〇       |          |          |
| デジタル伝送路設備に端末設備等を接続するための工事に3年以上 | 第一級 デジタル 通信 | 〇       | 〇       |          |
| 端末設備等を接続するための工事に1年以上 | 第二級 デジタル 通信 | 〇       |          |          |
| デジタル伝送路設備に端末設備等を接続するための工事に2年以上 | 第二級 デジタル 通信 | 〇       | 〇       |          |
| 端末設備等を接続するための工事に2年以上 | 総合 通信            | 〇       |          |          |
| アナログ伝送路設備に端末設備等を接続するための工事 又は総合デジタル通信用設備に端末設備等を接続するための工事 並びにデジタル伝送路設備に端末設備等を接続するための工事にそれぞれ3年以上 | 総合 通信            | 〇       | 〇       |          |

その他、総務大臣認定校の所定科目の取得者は「基礎」が免除される。

#### 実施結果
2005年（平成17年）8月の種別改正後のものを掲げる。
| 区分             | 申請者(人) | 受験者(人) | 合格者(人) | 合格率(%) |
| ---------------- | ---------- | ---------- | ---------- | --------- |
| 平成17年度第2回  | 30,382     | 25,307     | 5,456      | 21.6      |
| 平成18年度第1回  | 25,547     | 21,107     | 3,108      | 14.7      |
| 平成18年度第2回  | 33,185     | 27,557     | 9,437      | 34.2      |
| 平成19年度第1回  | 29,155     | 24,499     | 6,844      | 27.9      |
| 平成19年度第2回  | 31,976     | 26,979     | 7,988      | 29.6      |
| 平成20年度第1回  | 26,389     | 22,342     | 6,958      | 31.1      |
| 平成20年度第2回  | 29,914     | 25,645     | 6,997      | 27.3      |
| 平成21年度第1回  | 27,550     | 23,697     | 6,726      | 28.4      |
| 平成21年度第2回  | 31,282     | 26,640     | 7,607      | 28.6      |
| 平成22年度第1回  | 26,154     | 22,362     | 6,232      | 27.9      |
| 平成22年度第2回  | 30,314     | 25,387     | 7,382      | 29.1      |
| 平成23年度第1回  | 23,510     | 19,857     | 5,841      | 29.4      |
| 平成23年度第2回  | 28,233     | 23,715     | 6,345      | 26.8      |
| 平成24年度第1回  | 23,418     | 19,666     | 5,720      | 29.1      |
| 平成24年度第2回  | 25,775     | 21,753     | 6,068      | 27.9      |
| 平成25年度第1回  | 21,689     | 18,187     | 4,839      | 26.6      |
| 平成25年度第2回  | 25,496     | 21,362     | 5,871      | 27.5      |
| 平成26年度第1回  | 19,828     | 16,605     | 4,743      | 28.6      |
| 平成26年度第2回  | 23,811     | 20,053     | 4,913      | 24.5      |
| 平成27年度第1回  | 19,977     | 16,704     | 5,470      | 32.7      |
| 平成27年度第2回  | 22,569     | 18,856     | 4,528      | 24.0      |
| 平成28年度第1回  | 18,125     | 15,084     | 5,165      | 34.2      |
| 平成28年度第2回  | 20,728     | 16,890     | 5,862      | 34.7      |
| 平成29年度第1回  | 16,443     | 13,538     | 4,486      | 33.1      |
| 平成29年度第2回  | 18,915     | 15,523     | 5,226      | 33.7      |
| 平成30年度第1回  | 15,097     | 12,444     | 4,452      | 35.8      |
| 平成30年度第2回  | 18,600     | 15,350     | 5,509      | 35.9      |
| 令和元年度第1回  | 14,918     | 12,477     | 4,359      | 34.9      |
| 令和元年度第2回  | 18,033     | 15,088     | 5,368      | 35.6      |
| 令和2年度第2回   | 22,697     | 18,123     | 6,808      | 37.6      |
| 令和3年度第1回   | 14,584     | 12,274     | 4,769      | 38.9      |
| 令和3年度第2回   | 8,203      | 6,519      | 1,961      | 30.1      |
| 令和3年度CBT     | 4,820      | 4,555      | 2,488      | 54.6      |
| 令和4年度第1回   | 6,343      | 4,934      | 1,527      | 30.9      |
| 令和4年度CBT上期 | 3,004      | 2,777      | 1,482      | 53.4      |
| 令和4年度第2回   | 7,161      | 5,515      | 1,695      | 30.7      |
| 令和4年度CBT下期 | 3,541      | 3,267      | 1,692      | 51.8      |
| 令和5年度第1回   | 5,484      | 4,273      | 1,240      | 29.0      |
| 令和5年度CBT上期 | 2,665      | 2,388      | 1,296      | 54.3      |
| 令和5年度第2回   | 6,332      | 4,965      | 1,459      | 29.4      |
| 令和5年度CBT下期 | 3,200      | 2,935      | 1,507      | 51.3      |
| 令和6年度第1回   | 4,666      | 3,671      | 952        | 25.9      |
| 令和6年度CBT上期 | 2,236      | 2,019      | 1,050      | 52.0      |
| 令和6年度第2回   | 5,026      | 4,063      | 990        | 24.4      |

### 養成課程
- 日本データ通信協会がインターネットを介し実施している。
- 総務大臣の認定を受けた学校等の団体は養成課程を実施できる。

| 種別               | 基礎        | 技術        | 法規       | 合計        |
| ------------------ | ----------- | ----------- | ---------- | ----------- |
| 第一級アナログ通信 | 100時間以上 | 200時間以上 | 50時間以上 | 350時間以上 |
| 第二級アナログ通信 | 50時間以上  | 50時間以上  | 25時間以上 | 125時間以上 |
| 第一級デジタル通信 | 100時間以上 | 150時間以上 | 60時間以上 | 310時間以上 |
| 第二級デジタル通信 | 50時間以上  | 75時間以上  | 25時間以上 | 150時間以上 |
| 総合通信           | 100時間以上 | 300時間以上 | 65時間以上 | 465時間以上 |

#### 工事担任者養成課程eLPIT（エルピット）
平成18年（2006年）より日本で最初のeラーニング（情報技術を用いて行う学習）による国家資格養成課程講習が実施されている（eLPIT）。日本データ通信協会がインターネット配信する養成課程の全ての学習を修了し、試験会場に出向いて修了試験を受験する。eLPITにより取得できるものは総合通信及び第一級デジタル通信、第二級デジタル通信である。旧資格者、電気通信主任技術者、無線従事者については現有資格に応じ基礎及び一部の種類では法規もあわせて免除される「科目免除コース」もある。
| 種別                 | 科目数 | 標準 学習期間 | 最大 学習期間 | 一般料金  | 団体割引料金 （5名以上） | 団体割引料金 （10名以上） |
| -------------------- | ------ | ------------- | ------------- | --------- | ------------------------ | ------------------------- |
| 第一級 デジタル 通信 | 3科目  | 5か月         | 7か月         | 134,200円 | 127,600円                | 121,000円                 |
| 第一級 デジタル 通信 | 2科目  | 5か月         | 6か月         | 110,000円 | 104,500円                | 99,000円                  |
| 第一級 デジタル 通信 | 1科目  | 3か月         | 4か月         | 75,900円  | 72,600円                 | 69,300円                  |
| 第二級 デジタル 通信 | 3科目  | 3か月         | 5か月         | 67,100円  | 63,800円                 | 60,500円                  |
| 第二級 デジタル 通信 | 2科目  | 3か月         | 4か月         | 48,400円  | 46,200円                 | 44,000円                  |
| 第二級 デジタル 通信 | 1科目  | 2か月         | 3か月         | 30,800円  | 29,700円                 | 27,500円                  |
| 総合 通信            | 3科目  | 8か月         | 10か月        | 168,300円 | 159,500円                | 151,800円                 |
| 総合 通信            | 2科目  | 7か月         | 8か月         | 148,500円 | 140,800円                | 134,200円                 |
| 総合 通信            | 1科目  | 5か月         | 6か月         | 116,600円 | 111,100円                | 105,600円                 |

詳細は日本データ通信協会のサイトを参照。

#### 認定学校等
認定学校等、種別は、総務省の情報通信に関するポータルサイトを参照。

### 欠格事由
下記の者には、電気通信事業法第73条により工事担任者資格者証を交付しないことがある。
1. 電気通信事業法に規定する罪を犯し罰金以上の刑に処せられ、その執行を終わり、又はその執行を受けることがなくなった日から2年を経過しない者
2. 電気通信事業法又はこれに基づく命令の規定に違反し、工事担任者資格者証の返納を命じられた日から1年を経過しない者

### 工事担任者資格者証

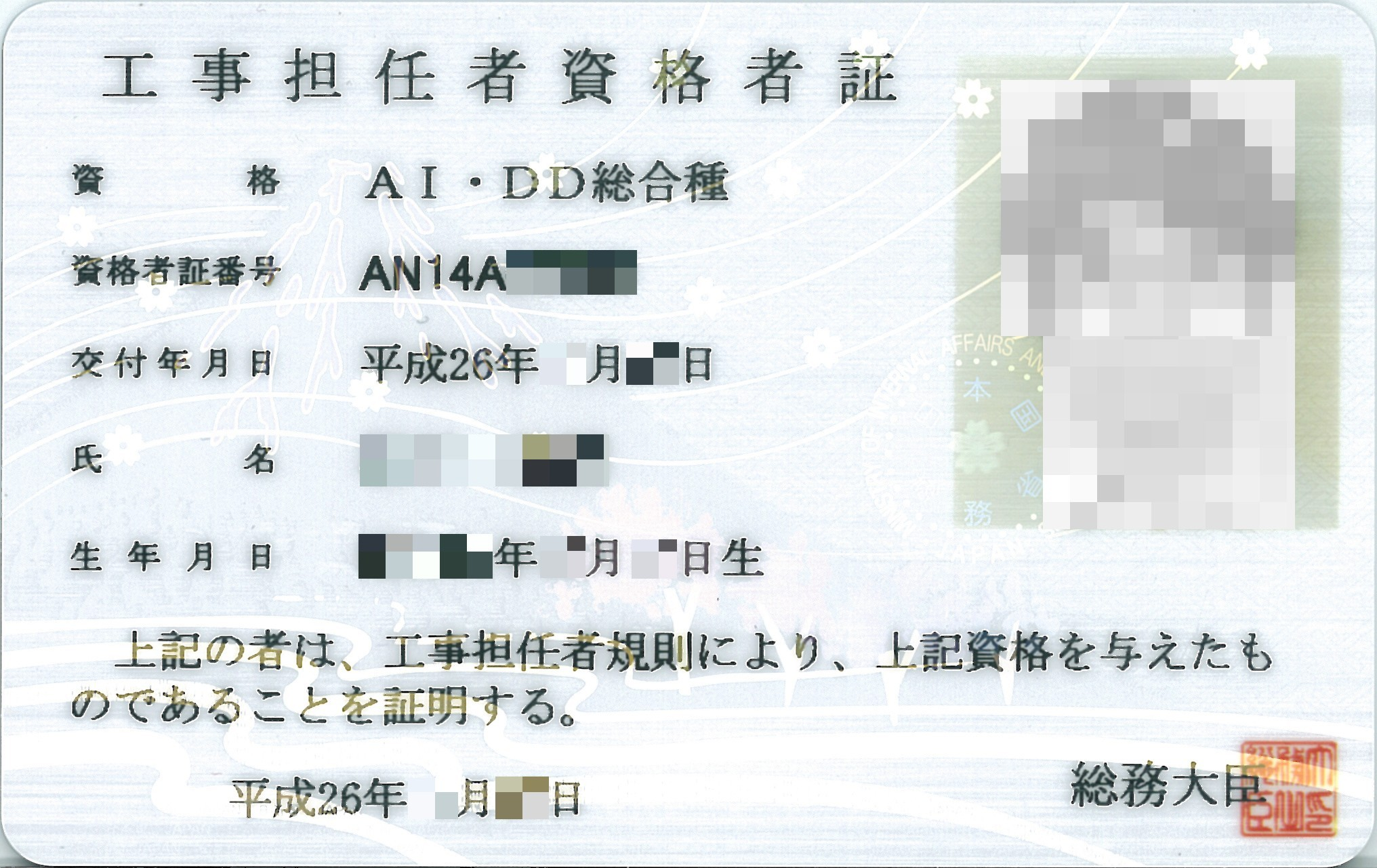
工事担任者（AI・DD総合種）の資格者証。平成22年4月以降発給

様式は、平成22年（2010年）4月より運転免許証やクレジットカードと同じ大きさ（縦54mm×横85mm）のプラスチックカードでホログラムが施される。
従前は、縦59mm×横89mmで、紙片の両面に無色透明の薄板をラミネート処理で接着したものであった。これらは同時期に特殊無線技士、アマチュア無線技士等に交付される無線従事者免許証と同じ様式であった（現在、これらもプラスチックカード化されている）。
なお、同時に電気通信主任技術者資格者証も同形同大のプラスチックカードとなった。
申請書には原則として氏名及び生年月日を証明する書類の添付を要する。
但し、住民票コードまたは現に有する工事担任者資格者証の番号、電気通信主任技術者資格者証の番号、無線従事者免許証の番号のいずれかを記入すれば、添付は不要である。
電気通信事業法第72条第2項において準用する同法第47条の規定に基づき資格者証の返納を命じられたとき、または再交付を受けた後失った資格者証を発見したときは、10日以内に資格者証を総務大臣に返納しなければならない。 

## 情報通信エンジニア
工事担任者は終身資格であり資格者証そのものの更新はないが、2005年8月の工事担任者規則改正により資格取得後も最新の知識・技術を保有し続けるよう努力することが義務づけられた。

しかしながら、どのように努力するか、また、努力していることを証明するか、ということについては明示されておらず、資格者個々の判断に任されている。
そこで日本データ通信協会では、「継続的に修得すべき知識および技術等を工事担任者に対して提示する必要があり、その具体的指針としてガイドラインを作成する」とした。
これが、「工事担任者スキルアップガイドライン」であり、毎年10月に改訂するものとしている。
この中でAI･DD総合種とDD第1種～第3種資格者については、2005年12月より「情報通信エンジニア」としての認定を行い証明書を発行して、工事担任者として最新の知識・技能を有する事を証明することとした。
情報通信エンジニアには、大規模工事が対象となる「ビジネスユース」、中小規模工事が対象となる「ホームユース」の2種類があり、AI･DD総合種及びDD第1種が「ビジネスユース」、DD第2種及び第3種が「ホームユース」の証明書をそれぞれ得ることができる。
有効期限は取得から1年間であり、単年ごとに更新講習を受ける必要がある。なお、保有しなくとも工事担任者としての資格が無効になるものではない。詳細は日本データ通信協会のサイトを参照。
なお、「ホームユース」については現在廃止されている。

## その他
下記の資格などは、試験科目が免除になるか工事担任者が任用される。詳細は各項目を参照のこと。
試験科目が免除されるもの
| 現有資格                                       | 受験資格      | 免除科目 |
| 第一級アナログ通信 第一級デジタル通信 総合通信 | 伝送交換 線路 | システム |

| 現有資格                                       | 受験資格                                                       | 免除科目       |
| 第一級アナログ通信 第一級デジタル通信 総合通信 | 第二級総合無線通信士 第三級総合無線通信士 第二級海上無線通信士 | 無線工学の基礎 |

任用の基準にあるもの
- 第一級アナログ通信、第一級デジタル通信、総合通信は、工事担任者規則第25条に規定する工事担任者養成課程の講師
  - 同等以上の教育上の能力があると認められる者でも講師になれる。

任用の条件にあるもの
- 自衛隊の技術曹（通信）
- 予備自衛官補の技能公募枠（通信）
  - 種類によっては認められない、年齢その他の条件もある。